# Patrícia Pereira dos Santos
Patrícia Pereira dos Santos (Coronel Fabriciano, 11 de dezembro de 1977) é uma nadadora paralímpica brasileira.

## Biografia
No ano de 2002, Patrícia trabalhava em uma casa lotérica em Vitória, capital do estado do Espírito Santo. Durante um assalto, foi baleada no pescoço durante um assalto, onde ficou tetraplégica. Começou a praticar natação em 2005.
Nos Jogos Paralímpicos de Verão de 2016, realizado no Rio de Janeiro, representou o Brasil na categoria 4x50 metros livre misto 20 pontos. Na fase classificatória, realizada na manhã de 9 de setembro de 2016, nadou ao lado de Talisson Glock, Clodoaldo Silva e Susana Schnarndorf, levando a equipe brasileira para a final. Para a decisão, à noite, que culminaria na medalha de prata (o Ouro ficou com a China), Patrícia e Talisson deram lugar para, respectivamente, Joana Neves e Daniel Dias.
Nos Jogos Parapan-Americanos de 2019, em Lima, Patrícia foi flagrada no exame antidoping após ter conquistado duas medalhas. Ela conseguiu provar em 2020 que o doping foi involuntário, mas teve suspensão de um ano e ficou longe das piscinas até agosto de 2020.
Integrou a delegação brasileira nos Jogos Paralímpicos de Verão de 2020, realizado em Tóquio, onde no revezamento misto ao lado de Joana Neves, Daniel Dias e Talisson Glock, conquistou a medalha de bronze para o Brasil.
Por conta da Pandemia de COVID-19, em 2020 ela se mudou de Vitória, no Espírito Santo, onde treinava no Clube Álvares Cabral para Indaiatuba, município no interior de São Paulo. Hoje ela treina com a equipe Naurú.
Nos Jogos Parapan-Americanos de 2023, realizados em Santiago no Chile, conquistou a medalha de ouro para o Brasil nos 50 metros peito, sendo a primeira medalha do Brasil na competição.